# Abby May
Abby May   (Boston, 8 d'octubre de 1800 - Concord, 25 de novembre de 1877) Abigail "Abba" Alcott (de cognom de soltera May fou una activista estatunidenca que lluità contra l'esclavitud, pel moviment per la Temprança i pel sufragi femení. Fou una de les primeres treballadores socials de l'estat de Massachusetts. Es va casar amb el transcendentalista Amos Bronson Alcott i fou mare de quatre filles, una d'elles la novel·lista de la Guerra de Secessió, Louisa May Alcott.

## Biografia
Abigail May provenia d'una prominent família de Nova Anglaterra. De la banda materna, amb vincles amb les famílies Sewall i Quincy. La seua mare, Dorothy Sewall, era besneta de Samuel Sewall, un dels jutges dels judicis de Salem. Son pare, el coronel Joseph May, era un respectat unitarista laic.
Abby no assistí regularment a l'educació formal. Aprengué història, anglès i ciències naturals per la seua tutora, Abigail Allyn, a Duxbury (Massachusetts). Abby va sol·licitar un lloc d'assistent a l'escola d'Alcott a Boston. Es casaren al 1830, i van col·laborar en diversos projectes amb la fallida comunitat utòpica anomenada Fruitlands i amb l'Escola del Temple.

### Escrits
Els escrits personals d'Abby May es publicaren per primera vegada el 2012, amb el títol My Heart Is Boundless: Writings of Abigail May Alcott, Louisa's Mother. La col·lecció l'edità Eve LaPlante, descendent del germà d'Abby, Samuel Joseph May, i autora de la biografia dual Marmee & Louisa: The Untold Story of Louisa May Alcott and Her Mother.

### Fills
- Anna Bronson Alcott (16 de març del 1831 – 13 de juliol del 1893)
- Louisa May Alcott (29 de novembre del 1832 – 6 de març del 1888)
- Elizabeth Sewall Alcott (24 de juny del 1835 – 14 de març del 1858)
- Frederic Alcott (4 d'abril del 1839 - 6 d'abril del 1839)
- May Alcott (26 de juliol del 1840 – 29 de desembre del 1879)

### Mort
Abba May fou soterrada al Cementeri Sleepy Hollow, Concord, juntament amb el seu espòs i tres de les seues filles.

## Activisme
Abby May va ser una activista pel sufragi femení, el moviment per la Temprança, contra la pobresa i l'esclavitud, causes que va inculcar a les seues filles. Ella i el seu marit van ser caps d'estació en el Ferrocarril Subterrani. A Boston (Massachusetts), va treballar a temps complet com a treballadora social el 1848.